# 1985 في الدنمارك
فيما يلي قوائم الأحداث التي وقعت خلال عام 1985 في الدنمارك.

## كتب
من الكتب التي صدرت هذه السنة في الدنمارك:
- 1 يناير – لغة البرمجة سي++ من تأليف بيارن ستروستروب.

## مواليد

### يناير
- 2 يناير – هنريك مولجارد لاعب كرة يد دنماركي.
- 21 يناير – أير ديون
- 31 يناير – مورتن راسموسن لاعب كرة قدم دنماركي.

### فبراير
- 14 فبراير – أندرس لوند درّاج طريق دنماركي.
- 24 فبراير – ويليام كفيست لاعب كرة قدم دنماركي.

### أبريل
- 9 أبريل – ليندا فيلومسين متسابقة دراجات نيوزيلندية.
- 19 أبريل – نيكي زيملينغ لاعب كرة قدم دنماركي.
- 30 أبريل – مايكل موركوف درّاج طريق دنماركي.

### مايو
- 2 مايو – ترين ترولسن لاعبة كرة يد دنماركية.
- 4 مايو – مينيك دال هوغ

### أغسطس
- 20 أغسطس – كاسبر يورغنسن درّاج طريق دنماركي.

## وفيات

### مارس
- 28 مارس – هنري هانسن (مواليد 1902) درّاج طريق دنماركي.